# Crimsonland
Crimsonland es un videojuego de género matamarcianos, lanzado el 22 de abril de 2003. El jugador debe defenderse contra miles de extraterrestres que lo rodean. Este objetivo se logra utilizando una variedad de armas, extras y bonficaciones.
Este juego en 2D utiliza una vista arriba-abajo con pantalla desplegable. El jugador se mueve alrededor usando el teclado y apunta con el mouse, similar a juegos de arcade tempranos como Abuse. El juego también toma gran parte de su estilo y jugabilidad del juego de arcade de 1982 de WMS Industries , Robotron: 2084. Crimsonland 2, según se informa, esta en producción.  Sin embargo, se ha especulado que el juego se convertirá en vaporware.